# Lucien Jonas
Pour les articles homonymes, voir Jonas (homonymie).

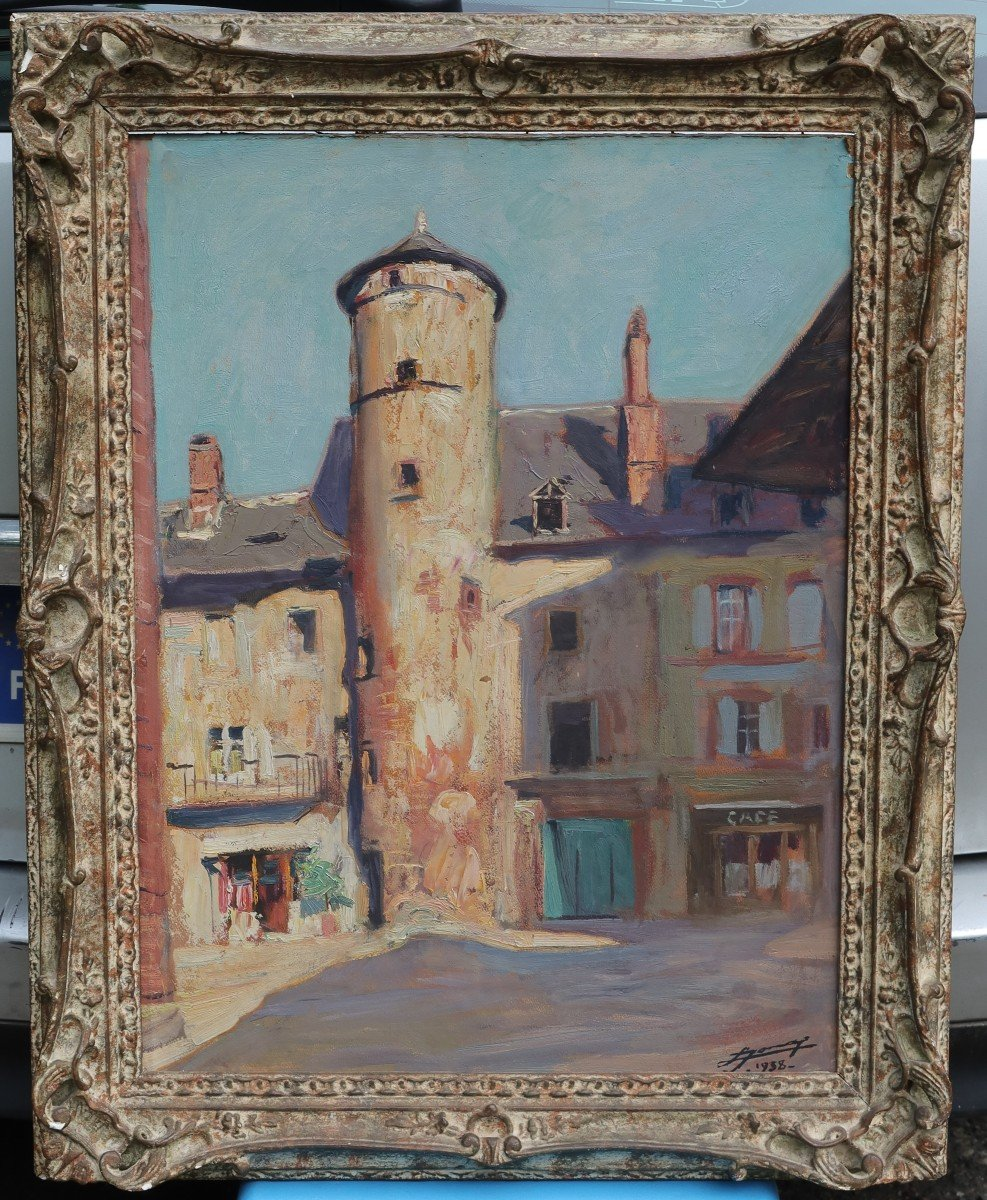

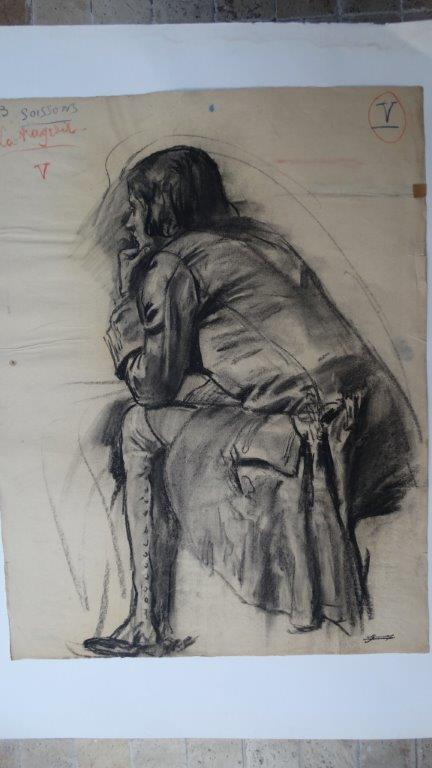

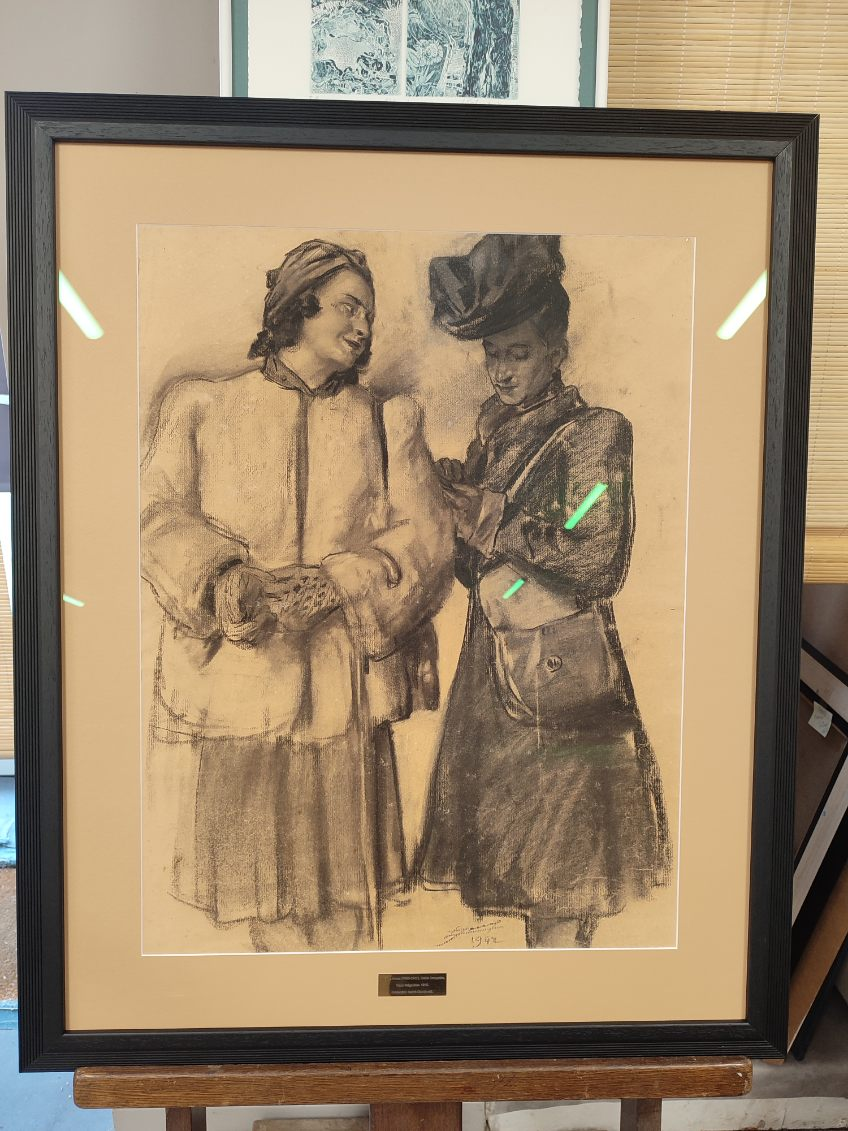

Lucien Hector Jonas, né le 8 avril 1880 à Anzin et mort le 20 septembre 1947 dans le 16e arrondissement de Paris, est un peintre français.

## Biographie
Né le 8 avril 1880 à Anzin, dans une famille d'industriels du Nord, Lucien Jonas, peintre d'histoire et de genre, est bachelier ès-lettres en juin 1898. Il poursuit ses études à Valenciennes avec Joseph-Fortuné-Séraphin Layraud et étudie également le solfège et le violon pendant sept ans au Conservatoire de Valenciennes.
En 1899, il entre à l'École des beaux-arts à Paris. En 1900, il y est admis définitivement et, tout au long de ses années scolaires, les prix se succèdent et le font remarquer. Il devient membre de la Société des artistes français dès 1901.
Dès 1902, Lucien Jonas travaille également dans l’atelier d’Albert Maignan, avec qui il noue une amitié sincère.
À la même époque, il rencontre Henri Harpignies qui manifeste rapidement de l’affection pour celui qu’il considère comme son protégé. Il saura développer en lui son attrait pour la nature et l’incitera à peindre sur le motif. À la mort de son père, le 2 octobre 1902, Lucien Jonas abandonne les Beaux-Arts pour retourner à Anzin, auprès de sa mère, aider à la gestion de la distillerie familiale qui sera ensuite reprise par son frère.
De retour à Paris en 1903, il s’installe au 3, rue Lecourbe, dans un atelier de plain-pied donnant sur une vaste cour et mis à sa disposition par un cousin architecte. Il en utilise la vaste terrasse pour peindre en plein air.
En 1904, il profite de ses séjours à Anzin et des vastes entrepôts de la distillerie pour peindre de grandes compositions, inspirées par la vie qui l’entoure. Un drame de la mine (Les Consolations) lui vaudra une médaille d’argent au Salon de 1905.
Trois autres prix — les prix Chenavard, Trémont et Stillmann — viennent l’encourager un peu plus.
Lucien Jonas obtient le second grand prix de Rome en 1905, le premier prix n'étant pas décerné cette année-là, il est fêté à Valenciennes avec son ami Lucien Brasseur, premier grand prix en sculpture, puis obtient la médaille d'or (hors-concours) avec une bourse de voyage en 1907.
En 1907, le roi de Siam Rama V fait l'acquisition de l'une de ses œuvres intitulée Les Rouffions, conservée au Palais royal de Bangkok.
Le 2 mai 1908, Lucien Jonas épouse Suzanne Bedorez, fille de Georges Bedorez, avec laquelle il a trois enfants : Pierre, Solange (future épouse de René Guillaume, magistrat) et Jacques. Le couple s'installe boulevard Raspail à Paris. Par cette union, il devient le beau-frère de son ami, le peintre Jean Bédorez, dont il réalise un portrait au fusain l'année de son mariage. 

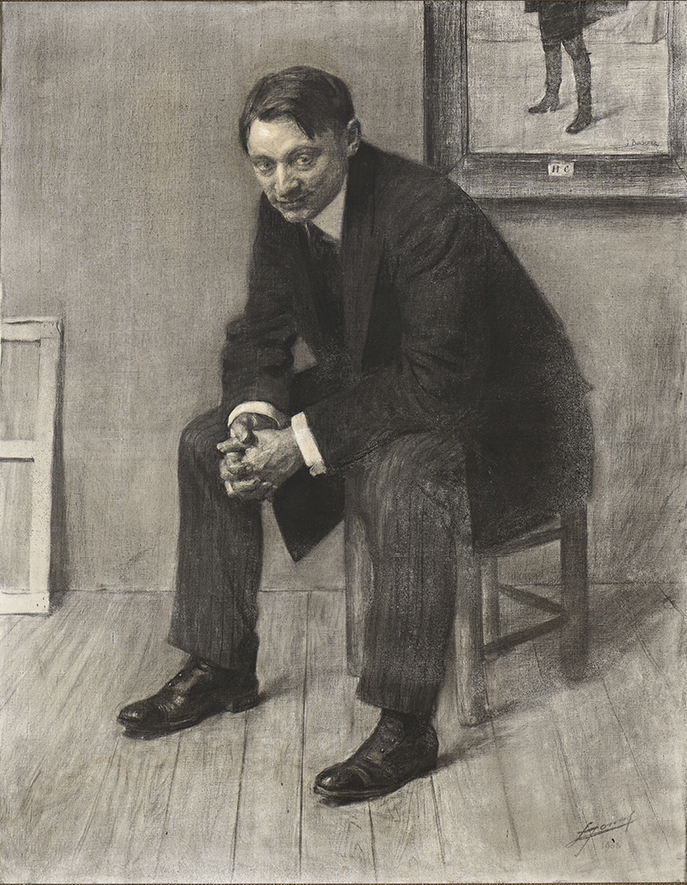
Portrait au fusain de Jean Bédorez par Lucien Jonas - 1908.

En 1911, le Conseil supérieur des beaux-arts lui décerne le prix national pour le tableau La Consultation.

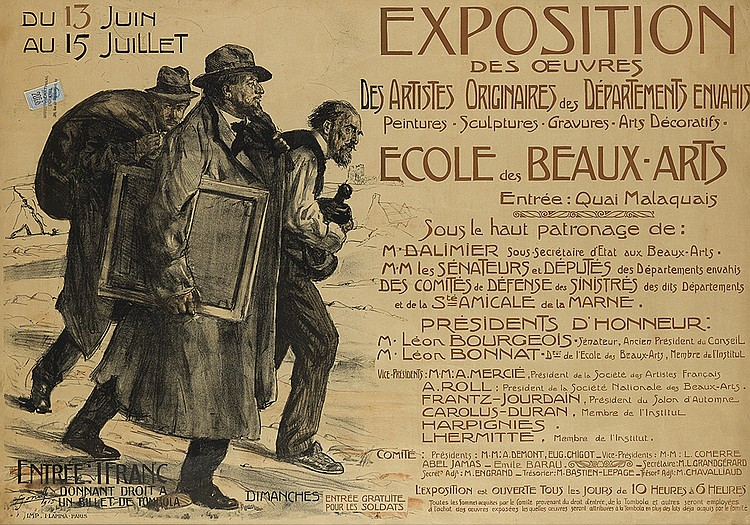
Exposition des œuvres des artistes originaires des départements envahis, affiche.

En février 1915, il est agréé « Peintre militaire attaché au musée de l'Armée ». De mission en mission, il parcourt le front, de la Belgique aux Vosges, puis il lui sera plus spécialement demandé les portraits des chefs militaires, tels John French (15 mars 1915), Pershing (14 août 1917, New York, Metropolitan Museum of Art), Foch (au lendemain de sa nomination comme généralissime). Au total, 700 à 800 panneaux à l'huile, et près de 4 000 dessins reproduits en grand nombre dans L'Illustration, Les Annales politiques et littéraires, Lectures pour tous et dans les journaux alliés. 
En 1916, il est nommé peintre officiel de la Marine. La guerre lui inspire des compositions appréciées qui décorent divers édifices publics. Il décrit souvent la vie des mineurs et le pays noir. Il connaît également le succès avec des décors muraux dans le style Art déco et réalise la décoration de nombreux édifices, notamment à Paris (maison des Centraux) et à Valenciennes (hôtel de ville, chambre de commerce).

Journée de l'armée d'Afrique et des troupes coloniales (1917), affiche.

En tant que peintre de guerre, nombre de ses compositions, notamment les scènes de batailles, sont adaptées en cartes postales durant toute la Première Guerre mondiale.
En 1923, il participe avec ses dessins à l'ouvrage de Jules Mousseron (ill. Lucien Jonas), La terre des Galibots : Poésies patoises, Lille, Valenciennes et Denain ou chez l'auteur 2 rue de Villars à Denain, 1923, 147 p., Scènes du pays minier. - Les nouvelles prouesses de Cafougnette - Le voyage au long d'eune fosse -Glossaire du patois "rouchi"
En 1926, il est nommé Rosati d'honneur, en 1929, il est nommé chevalier de la Légion d'honneur, et le 6 juillet 1931, il est nommé peintre de l'Air.
En 1933 débute sa collaboration avec la Banque de France pour la création de billets de banque, dont le 10 francs Mineur et le 20 francs Pêcheur.
En 1934, trois ans après l'inauguration du séminaire de Lille, Lucien Jonas achève une œuvre importante destinée à y orner l'entrée, un triptyque intitulé La Réponse des âmes à l'appel du Christ.
En 1937, il réalise des décors pour l'Exposition universelle de Paris et le Portrait de Louis de Broglie.
En 1942, il crée un important carton de tapisserie pour la Manufacture des Gobelins : Le Travail pour la France.
En 1943, il offre 17 grandes compositions sur la vie de la Vierge à l'église espagnole de la rue de la Pompe à Paris. 
En 1944, il réalise les portraits des généraux Kœnig et De Larminat (Paris, musée de l'Ordre de la Libération), ainsi que celui du général De Lattre de Tassigny. Il a reçu la Francisque.
Il obtient une médaille d'honneur au Salon des artistes français de 1945 pour une peinture de quatorze mètres de long comportant environ 120 personnages, intitulée Furor teutonicus.
En 1946, Lucien Jonas est très malade et épuisé. Victime d’une inflammation des yeux, il redoute la lumière. Il termine ses quatorze tableaux du Chemin de croix destiné à l'église Saint-Martin à Saint-Amand-les-Eaux.
En août 1947, à La Flèche, après une crise particulièrement douloureuse, il peint ses dernières scènes de plein air dans le jardin de ses beaux-parents[Lesquels ?]. Il retourne à Paris, où il meurt le 20 septembre dans le 16e arrondissement. Il est enterré à la Flèche, dans une tombe située, ainsi qu’il le désirait, auprès de celles des soldats du Souvenir français.

## Postérité
Une grande partie de ses œuvres valenciennoises est détruite par les bombardements qui frappent la ville en 1940. Toutefois, le fils de l'artiste, Jacques Jonas, offre dans les années 2000 une centaine d'esquisses pour les décorations murales ou de plafond au musée des Beaux-Arts de Valenciennes.
Le musée Carnavalet, à Paris, où le nom de Jacques est gravé dès 2000 également, sur l'une des quatre plaques de grands donateurs à l'entrée, lui consacre une exposition en 2003, ainsi que le musée des Beaux-Arts de Valenciennes en 2006. L'attachement de l'artiste à la ville de ses jeunes années excéda cependant très largement la seule reconnaissance portée à ses maîtres.
Lucien Jonas n'eut de cesse de rendre hommage à Valenciennes et à sa région, magnifiant dans de grandes compositions le passé artistique de la ville, mais également sa population, communauté chatoyante et unie formée de créateurs, d'intellectuels, d'industriels, de commerçants, d'ouvriers. Nulle glorification pompeuse ou larmoyante : l'ambition de Lucien Jonas fut comme il aimait à le rappeler « de copier, en critiquant, sans raillerie, sans méchanceté, les gens, les types, les physionomies ou les petits travers caractéristiques de mon temps à moi[réf. nécessaire] ».
Un de ses tableaux, représentant un mineur agenouillé portant une barrette et une lampe, est choisi pour illustrer le timbre commémoratif intitulé Hommage aux mineurs - Courrières 1906-2006, pour le centenaire de la catastrophe minière de Courrières.
En janvier 2009, une toile de trois mètres sur deux est acquise par la communauté d'agglomération de la Porte du Hainaut. Cette œuvre majeure, restaurée et aujourd'hui visible au musée d'Archéologie et d'histoire locale de Denain, s'intitule Forges et aciéries du Nord et de l'Est. Cette allégorie de l'industrie nourricière représente un convertisseur Bessemer qui irrigue la France. Les différents métiers de la sidérurgie sont représentés dans une frise entourant l'œuvre.
Le musée Théophile-Jouglet d'Anzin consacre à Lucien Jonas une exposition relative à ses œuvres représentant des scènes de la vie quotidienne ou religieuses de l’hôtel de ville, du théâtre et de l'église Sainte-Barbe, en septembre et octobre 2009.
De novembre 2009 à mars 2010, au musée de l'Orangerie à Paris, a lieu l'exposition Les enfants modèles, de Jean Renoir à Pierre Arditi, ayant pour thème les enfants des artistes. Parmi les œuvres exposées, trois sont de Lucien Jonas : La Belle Histoire, (1921), La Sainte Suzanne (1921) et La Récitation (1920).
D’octobre 2011 à janvier 2012, le musée d'Archéologie et d'Histoire locale de Denain organise l'exposition La Plume et le Marteau dans le cadre de la saison culturelle « Dessiner-Tracer » menée par l’Association des conservateurs des musées du Nord-Pas de Calais (MUSENOR). De nombreuses œuvres inédites de Lucien Jonas y sont présentées.
En octobre 2012, la Banque de France reçoit des descendants de Lucien Jonas un fonds de dessins et de peintures portant sur la création graphique des billets conçus par lui entre 1934 et 1946, tels que le 100 francs Sully, le 10 francs Mineur ou le 20 francs Pêcheur. Il était proche du graveur Georges Hourriez, lequel travailla sur la gravure de billets dessinés par Jonas et qui était de Valenciennes comme lui. La Banque de France expose du 18 juin au 4 juillet 2013, sous le titre Du portrait au billet, l’art de Lucien Jonas, les cent quarante études de détails, esquisses au crayon ou au fusain, et maquettes à la gouache qui révèlent les différentes facettes des créations de Lucien Jonas, et plus particulièrement la qualité de ses portraits. La majeure partie de ces documents conservés par Lucien Jonas, puis par ses enfants et petits-enfants, n'avaient encore jamais été montrés au public.
Du 26 juin au 4 septembre 2016, la ville de Perros-Guirec souhaite montrer combien la Bretagne a été et reste encore une source d’inspiration et de bonheur pour les peintres, notamment Lucien Jonas, par une exposition Le bel été des peintres en Bretagne à la Maison des Traouïero.
En vue de la célébration du centenaire de la Première Guerre mondiale, La Voix du Nord du 8 novembre 2018, publie un dossier sur Lucien Jonas, peintre de guerre qui a réalisé de nombreuses toiles dans les tranchées, notamment des œuvres de propagande et référence à un tableau intitulé Le Sauveur qui a été entièrement restauré et représente un poilu dans une posture très christique, œuvre qui sera réinstallée dans l’église Saint-Géry de Valenciennes. Le 23 novembre 2018, à la suite de sa restauration, Le Sauveur de Lucien Jonas reçoit, le prix Pèlerin du Patrimoine 2018 spécial centenaire, en partenariat avec la Sauvegarde de l’art français et la basilique Notre-Dame-du-Saint-Cordon.
Début avril 2021, le musée de Soissons a achevé l'accrochage de l'exposition de Lucien Jonas « Les Folles années vingt ». Cependant, les restrictions gouvernementales liées à la pandémie de Covid-19 ne permirent pas d'ouvrir cette exposition au public. La municipalité de Soissons décide de présenter cette exposition de manière numérique en attendant de pouvoir la découvrir.

## Distinctions
- Chevalier de la Légion d'honneur (1929)
- Lauréat du second grand prix de Rome (1905)
- Ordre de la Francisque

## Hommages
À Anzin, un monument situé au chevet de l'église Sainte-Barbe, rue des Martyrs, rend hommage au peintre natif de la cité. Il est l'œuvre du sculpteur Aimé-Gustave Blaise et est inauguré le 16 octobre 1949. Une plaque commémorant son souvenir est installée le même jour sur la façade de sa maison natale au 213, avenue Anatole-France à Anzin. On doit le médaillon représentant le peintre de profil au sculpteur Lucien Brasseur.

## Œuvres dans les collections publiques
États-Unis
- New York, Metropolitan Museum of Art : Portrait de Pershing.

France
- Anzin, musée Théophile-Jouglet d'Anzin.
- Cambrai, musée des Beaux-Arts : Les Marguilliers.
- Denain, musée d'Archéologie et d'Histoire locale.
- Lille :
  - palais des Beaux-Arts.
  - séminaire : La Réponse des âmes à l'appel du Christ, triptyque.
- Mesnil-Martinsart, église paroissiale : peintures murales. Les visages des saints sont ceux d'habitants de la commune[réf. nécessaire].
- Nanterre, La contemporaine : série de 84 cartes postales illustrées par Lucien Jonas, 1914-1918[18].
- Offekerque, église Saint-Thérèse de l'Enfant Jésus : Chemin de croix.
- Paris, musée Carnavalet.
- Pau, musée des Beaux-Arts :
  - Le Picador, huile sur toile ;
  - Le Toréador, huile sur toile.
- Roubaix, La Piscine.
- Rumilly-en-Cambrésis, église Saint-Nicolas : peintures murales.
- Le Touquet-Paris-Plage, musée du Touquet-Paris-Plage, Église d'Étaples, 1932.
- Tourcoing, MUba Eugène Leroy.
- Saint-Amand-les-Eaux :
  - musée municipal de la tour abbatiale de Saint-Amand-les-Eaux.
  - église Saint-Martin : Chemin de croix.
- Soisy-sur-Seine, chapelle Notre-Dame de l'Ermitage : cycle de dix compositions.
- Valenciennes, musée des Beaux-Arts.
- Wattrelos, église Sainte-Thérèse : Chemin de croix.

Thaïlande
- Bangkok, Palais royal : Les Roufions, Salon de 1907, huile sur toile.

Œuvres de Lucien Jonas
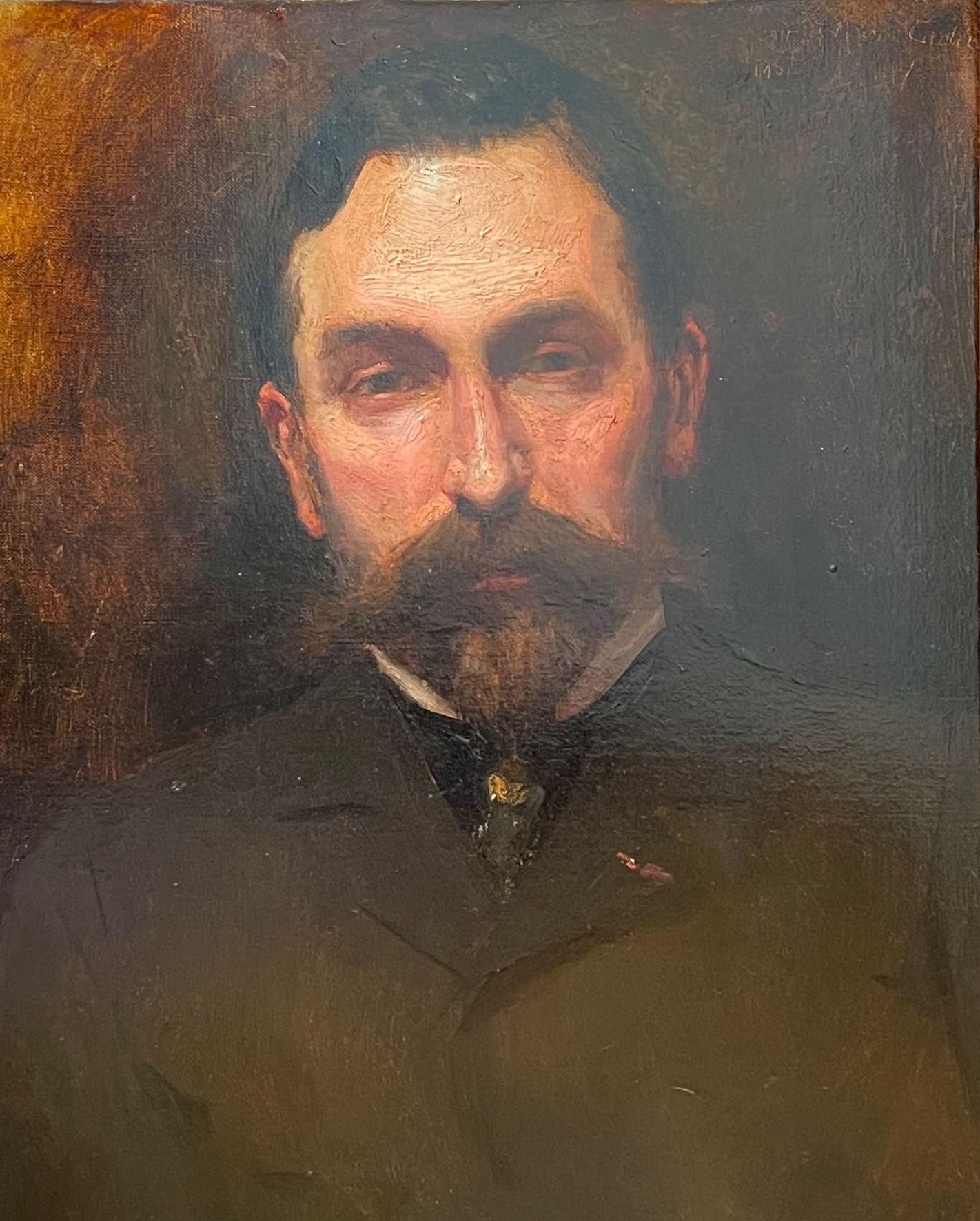
Souvenir à Cartier (1901), collection particulière
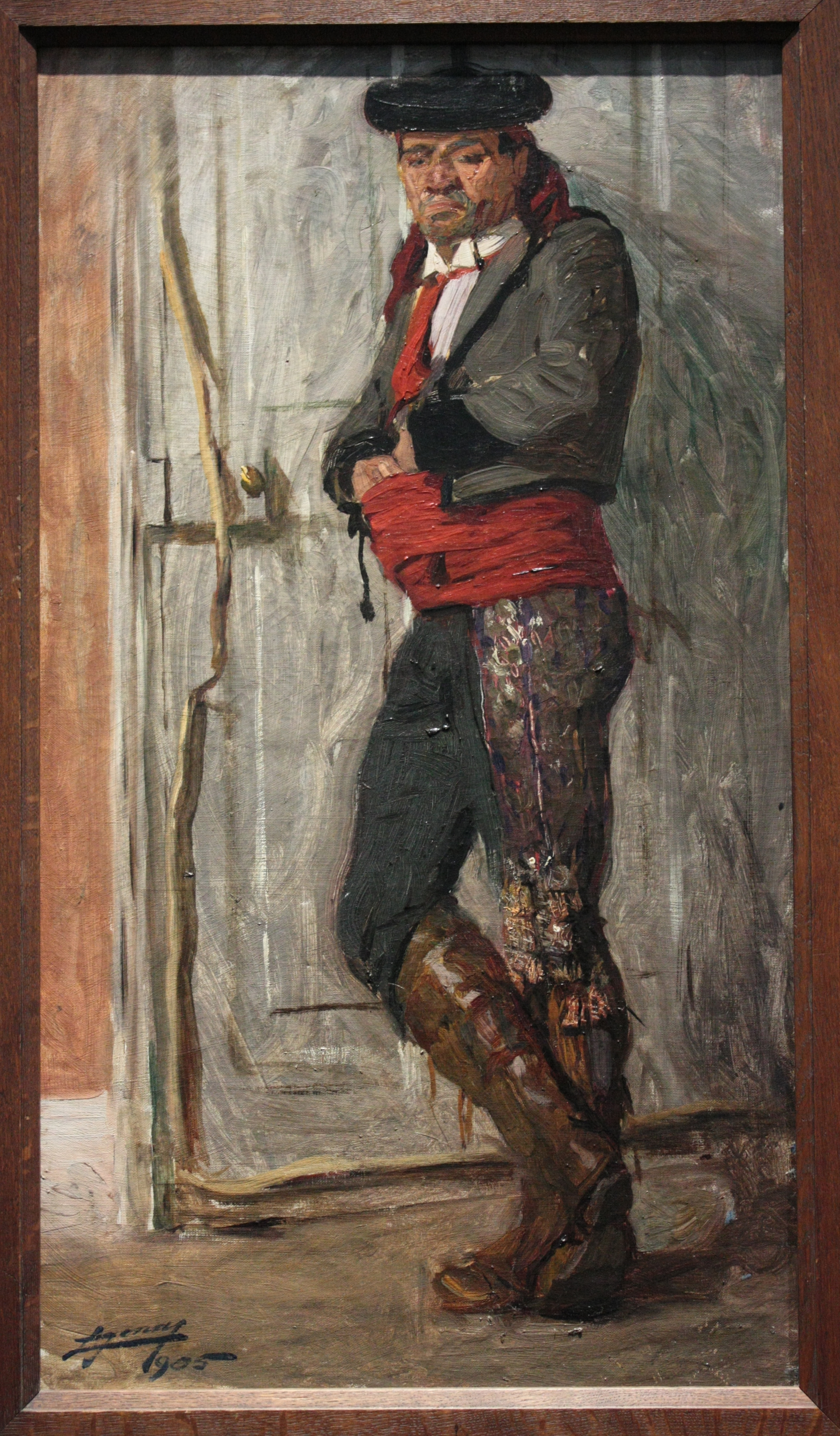
Le Picador (1905), musée des Beaux-Arts de Pau.
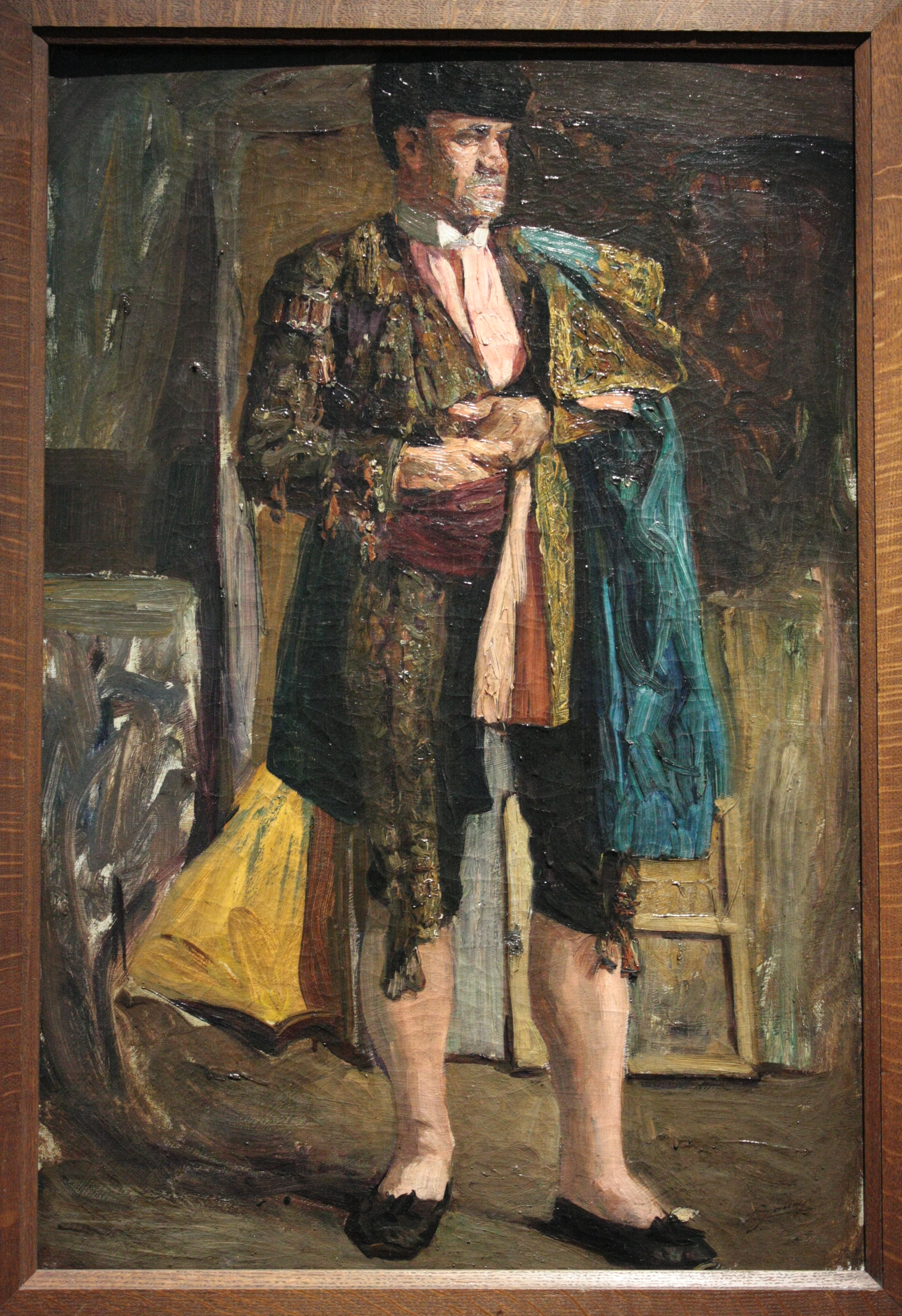
Le Toréador, musée des Beaux-Arts de Pau.
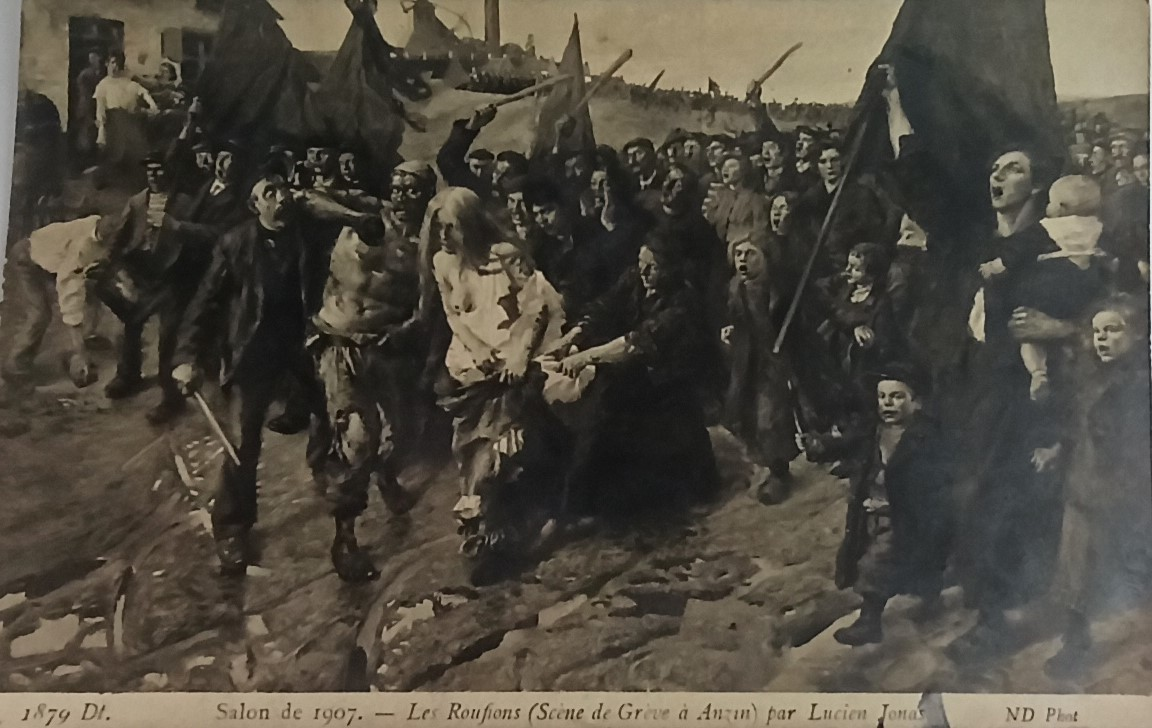
Les Roufions (1907), Bangkok, Palais royal.
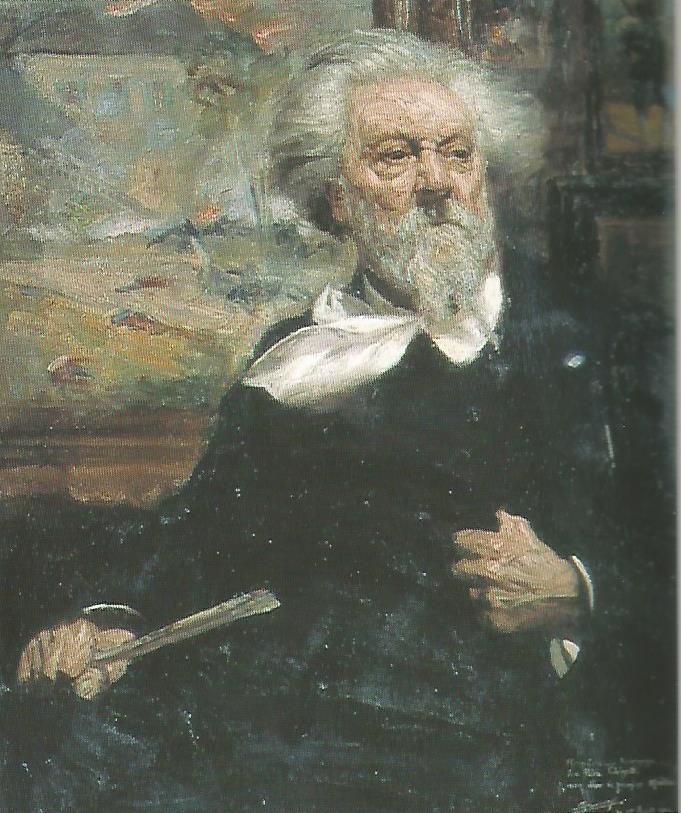
Portrait du peintre Alphonse Chigot (1912), musée des Beaux-Arts de Valenciennes.
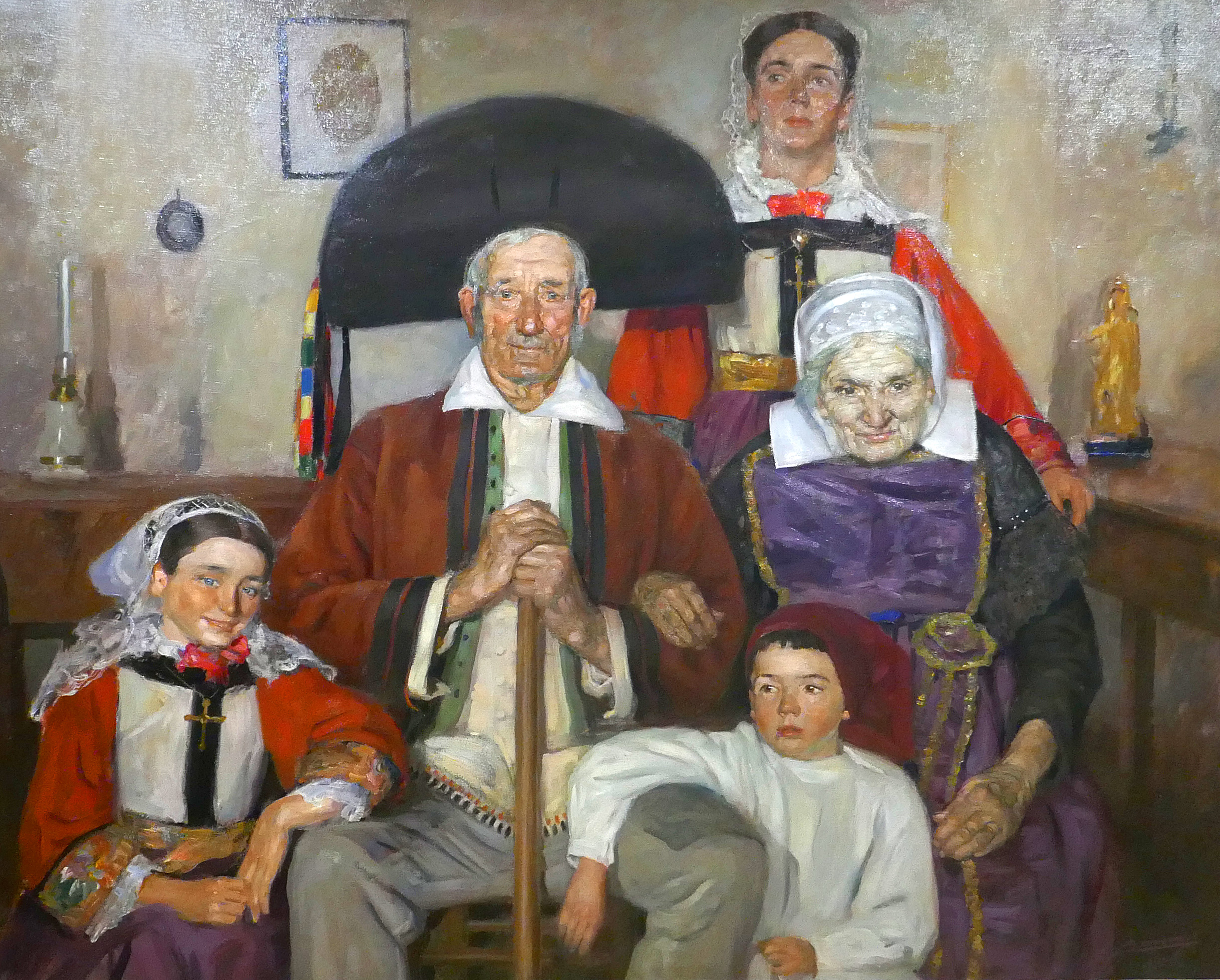
Les Noces d'or (1925), Batz-sur-Mer, musée des Marais salants.
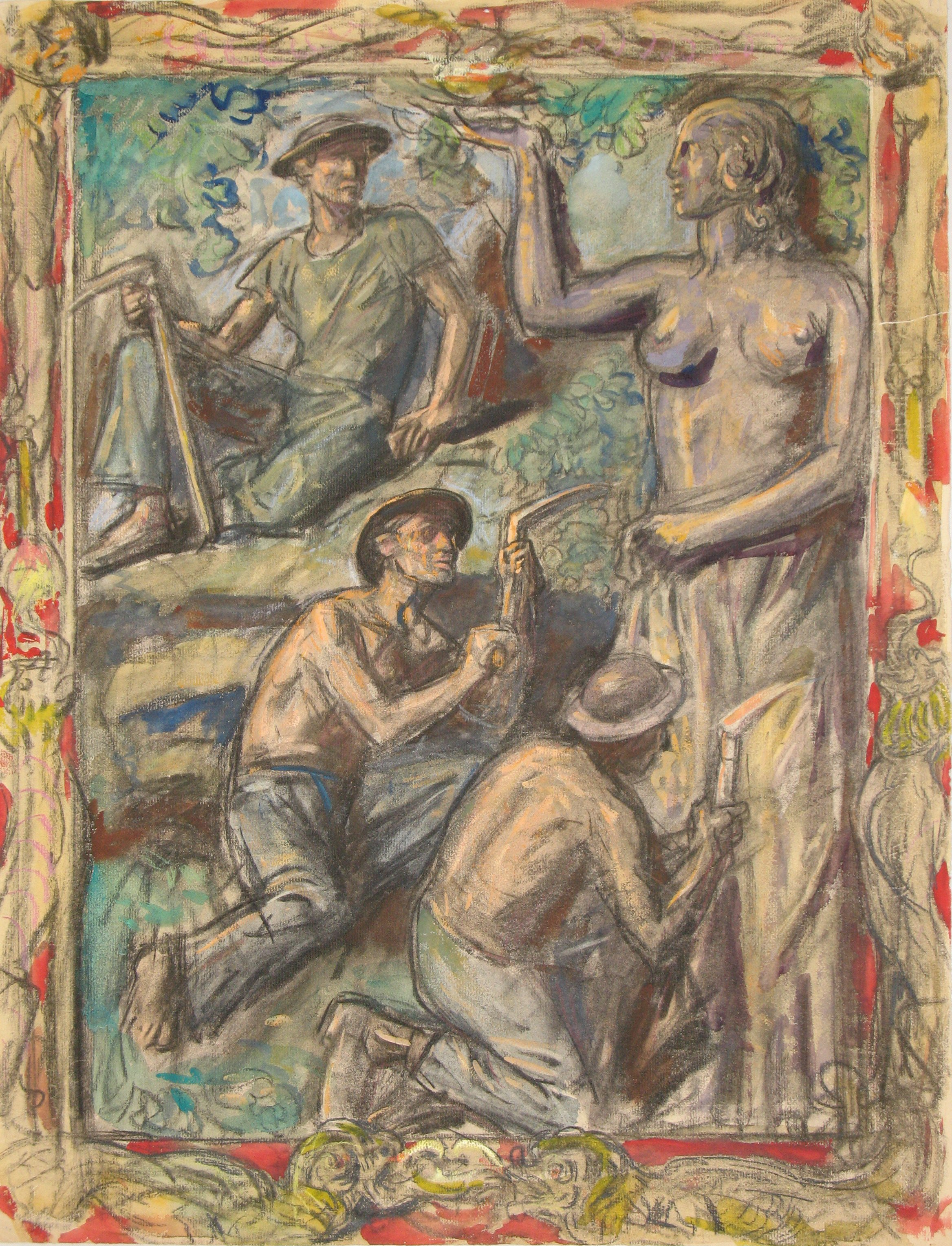
Les Mineurs, musée d'Archéologie et d'Histoire locale de Denain.
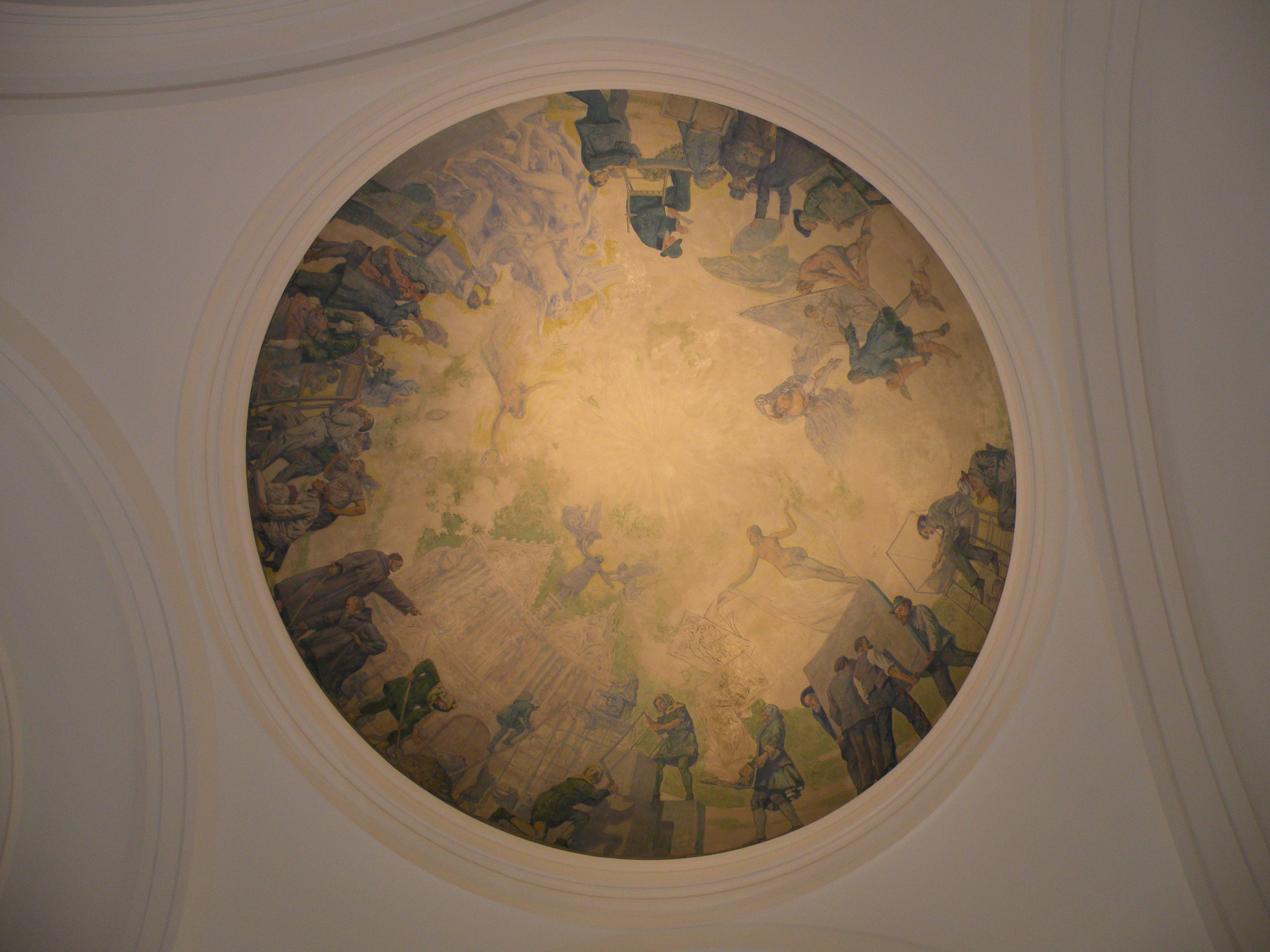
Coupole du musée, musée des Beaux-Arts de Valenciennes.